# Resolución 1067 del Consejo de Seguridad de las Naciones Unidas
Resolución 1067 del Consejo de Seguridad de las Naciones Unidas, adoptada el 26 de julio de 1996, luego de tomar nota de diversas declaraciones y resoluciones del Presidente del Consejo de Seguridad de las Naciones Unidas y de la Organización de Aviación Civil Internacional (OACI) deplorando el derribo de dos aeronaves civiles por parte de la Fuerza Aérea de Cuba el 24 de febrero de 1996, el Consejo exhortó a Cuba a cumplir con las obligaciones internacionales relativas a la aviación, en particular el Convenio sobre Aviación Civil Internacional.

## Historia
La República Popular China y Rusia se abstuvieron de votar la Resolución 1067, que fue aprobada por los otros 13 miembros del consejo. China y Rusia creían que la resolución señalaba a Cuba en el incidente para su condena y en cambio, deberían haber emitido un llamado que instaba a los estados tanto a abstenerse de derribar aviones civiles como a prevenir el uso indebido de la aviación civil.
El Consejo de Seguridad recordó la soberanía que tenían todos los países en el espacio aéreo sobre su territorio y aguas territoriales . En este sentido, todos los países tenían que cumplir con los principios, reglas y normas del Convenio sobre Aviación Civil Internacional (Convenio de Chicago), incluidas las reglas relativas a la interceptación y no uso de armas contra aeronaves civiles.
La resolución señaló que el derribo de las dos avionetas, pertenecientes a la organización Hermanos al Rescate dirigida por exiliados cubanos, constituyó una violación del principio de no utilizar armas contra aeronaves civiles en vuelo y que, al interceptar dichas aeronaves, la vida de las personas a bordo no debe correr peligro. Cuba había argumentado que los vuelos eran actos de provocación en su espacio aéreo. Se expresaron las condolencias a las familias de las 4 personas fallecidas como consecuencia de la interceptación, que fue condenada por el cabildo. Todas las partes fueron llamadas a respetar la aviación civil internacional, las leyes y procedimientos, al mismo tiempo que reafirma el derecho de los estados a utilizar las medidas apropiadas contra las aeronaves que se utilizan para fines contrarios a los del Convenio sobre Aviación Civil Internacional. Se instó a todos los estados que aún no habían ratificado el Convenio sobre Aviación Civil Internacional a que lo hicieran, mientras que se acogió con beneplácito la decisión de la OACI de investigar las normas y prácticas para evitar un incidente similar en el futuro.